# 西迪

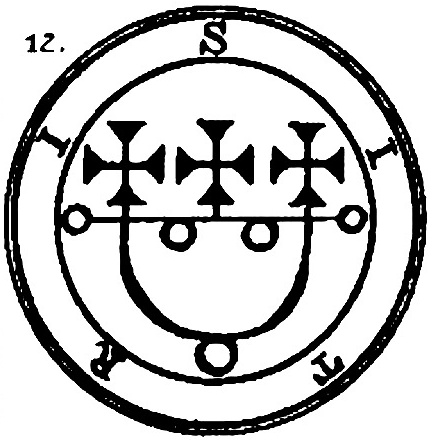
西迪'的印記

西迪（Sytry、Sitri），为所羅門王72柱魔神中排第12位的魔神。地獄王族的一員，70支地獄師團的指揮官。相傳出現在召喚者面前，會以各種野生動物的頭 加上 一對有翼人身出現。『偽以諾書』的惡魔目錄中亦載有其名，在書當中最常出現的樣貌是豹頭人身、長有獅鷲獸的翅膀。有時會以年輕俊美的裸體男子樣貌現身。是掌管情慾、熱情的惡魔之一。別名「畢特魯」（Bitru）。能夠幫助召喚者的戀愛。能力有兩種說法：
1. 《偽以諾書》記載為『可以在召喚者面前，喚出任何想喚出的女性，並使其裸身』
2. 《地獄辭典》寫道『使召喚者心儀的對象愛上召喚者。並曝露對方一切的情報與隱私，而非裸身』